# Ad occhi chiusi (Virginio)
Ad occhi chiusi è un brano musicale del cantautore Virginio, scritto e composto con Saverio Grandi ed estratto come primo singolo dall'Ep Finalmente, pubblicato l'8 marzo 2011 dall'Universal Music.
Il brano è stato presentato per la prima volta durante il serale della trasmissione televisiva Amici di Maria De Filippi.

## Il video
Il videoclip del singolo, pubblicato l'8 aprile 2011, è stato girato a New York e racconta della storia di una coppia di fidanzati, interpretati da una modella americana e Virginio stesso che si lasciano ed hanno dei flashback sulla loro relazione. Il video è stato prodotto dall'agenzia AngelFilm e la regia è stata curata da Marco Salom.

## Tracce
1. Ad occhi chiusi – 3:58 (Virginio Simonelli e Saverio Grandi)

## Successo commerciale
Il brano, ad una settimana dalla pubblicazione, debutta alla 41ª posizione della Top Singoli, per poi raggiungere in quella seguente come posizione massima, la 20ª della medesima classifica.

## Classifiche
| Classifica (2011) | Posizione massima |
| ----------------- | ----------------- |
| Italia            | 20                |